# キャンバースラスト

タイヤは接地面で潰れて変形する。タイヤが傾いていると変形は左右対称ではなくなり、そのため復元力に横向きの成分が生じる。

キャンバースラスト（英: camber thrust）は、回転するタイヤが地面から受ける横方向の力のうち、タイヤの横方向への傾き（キャンバ角）と接地面の広がりに由来する成分を指す用語である。これに対して、ハンドル操作に対応するタイヤの向きの変化（スリップ角）に由来する成分をコーナリングフォース（旋回求心力）という。
右図のように、傾いて回転するタイヤの表面上の点Pが地面に落とす影は基本的に楕円軌道を描くが、点Pが地面に接触している間は摩擦によって直線軌道を取ることを強いられる。軌道のずれは傾きと同じ向きに生じる。これによりタイヤのトレッドやカーカスに生じたひずみが、傾きと同じ向きの力として車体に伝えられたのがキャンバースラストである。
キャンバースラストはキャンバ角の変化に追随してほぼ瞬時に定常値に達するため、コーナリングフォースで考えるような緩和長は存在しない。傾きが小さいときキャンバースラストはキャンバ角にほぼ比例し、その比例係数をキャンバー剛性という。キャンバー剛性はタイヤ自体の固さのほか、空気圧や鉛直荷重から影響を受ける。バイアスタイヤはラジアルタイヤより強いキャンバースラストを生むことが分かっている。正味のキャンバースラストはホイール中心よりも前方にはたらくため、タイヤの転がり方向を傾きと同じ側にずらすようなトルク（キャンバートルク、ねじりトルク、ねじりモーメント）が発生する。このトルクについては、接地面の外側は内側とくらべて車軸までの半径が大きいことから移動量が大きくなるためだという説明もできる。

## 二輪車
自転車やオートバイのキャンバースラストは車体の進行方向を変えるのに必要な向心力の一因であり、コーナリングフォースを超えて最大の要因となったり、唯一の要因となることもある。同じ半径で旋回するとき二輪車のステアリング角が四輪車より小さくて済むのはキャンバースラストの効果である。二輪車の車体を傾けて同じ方向にハンドルを切ると前輪のキャンバ角が後輪より大きくなるため、ほかの条件が等しければキャンバースラストは前輪の方が大きい。

## 四輪車
四輪自動車で最適なコーナリングフォースを生み出すには旋回時の外輪キャンバ角をゼロにする必要があり、そのためホイールアライメントを調整して静止時に車輪が内側に傾くようにしておく。これによって左右から内向きに生じるキャンバースラストは、平坦面の直進走行では互いに打ち消し合う。しかし凹凸のある地面では左右どちらかのタイヤが優勢になって進路がふらつくことがある。